# ألكسندر ماكاروف
ألكسندر ألكسندروفيتش ماكاروف (19 يوليو 1857 - 1919) (بالروسية: Алекса́ндр Алекса́ндрович Мака́ров) هو سياسي روسي، شغل منصب وزير الشؤون الداخلية (1911-1912) ووزير العدل (1916) في الإمبراطورية الروسية.

## مسيرته
بعد تخرجه من جامعة سانت بطرسبرغ، دخل وزارة العدل. ترقى إلى منصب المدعي العام، ثم رئيس محكمة محلية. في عام 1906، تم تعيينه رئيسا لمحكمة الاستئناف في خاركيف. في عام 1906، تم تعيينه وزيرا للداخلية مساعدًا للشرطة تحت قيادة بيوتر ستوليبين حتى تم تعيينه سكرتيرًا إمبراطوريًا في عام 1909، وعُين وزيراً للداخلية في عام 1911 بعد اغتيال ستوليبين بناءً على توصية من فلاديمير كوكوفتسوف. ترك منصب الوزير في ديسمبر 1912 بعد حادث لينا، والخلافات حول تنظيم الصحافة  حول العلاقة الجنسية بين غريغوري راسبوتين وتسارينا.
بعد ثورة فبراير اعتقل في 1 مارس 1917، وأطلق سراحه، ثم أعيد اعتقاله في أكتوبر 1917، وأعدمته تشيكا في أحد سجون موسكو سنة 1919.